# 로테르 (서프랑크)

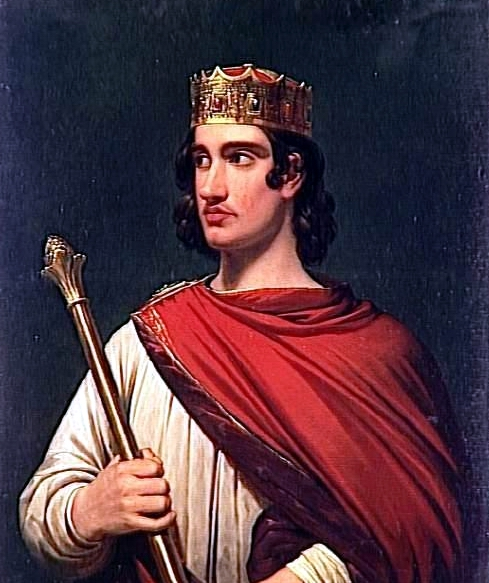
로테르

로테르(Lothaire) 또는 로타르(Lothar, 941년 - 986년 3월 2일) 또는 로타르 4세(Lothar IV)는 카롤링거 왕조 출신의 프랑스 왕으로 954년부터 서 프랑크 왕국의 왕이었다. 아버지는 루이 4세이고 어머니는 독일 왕 하인리히 1세의 딸 게르베르가이다.
그는 동프랑크의 영토를 수복하는 정책을 펼쳤으나 실패했다. 아버지 루이 4세의 정적이던 위그 르 그랑의 섭정하에 있었으나 그와 수시로 갈등하였고 독일에 있던 외삼촌 브루노 대주교를 자신의 자문으로 삼았다. 독일과 전쟁을 벌여 푸아티에를 손에 넣는 한편 동프랑크 왕국때 넘어간 로트링겐을 되찾기 위해 오토 2세와 전쟁을 벌였으나 실패했다. 여러번 독일을 침공했다가 번번히 오토 2세에게 패퇴하고, 오토는 그의 영토를 분할하려고 공작을 벌이기도 했다. 983년 오토 2세의 죽음을 계기로 독일을 침공하여, 985년 베르덩을 확보하였다. 그는 이듬해 동부 로렌까지 진출할 계획을 세웠으나 병으로 사망한다.
베르됭 조약 이전의 로타르 1세를 프랑크 왕국 전체의 왕으로 간주할 경우 로타르 2세(Lothar II) 또는 로테르 2세(Lothair II)로 불리기도 한다. 그러나 보통 로타르 1세는 서프랑크의 왕으로 간주하지는 않는다.

## 생애

### 출생과 초기 활동

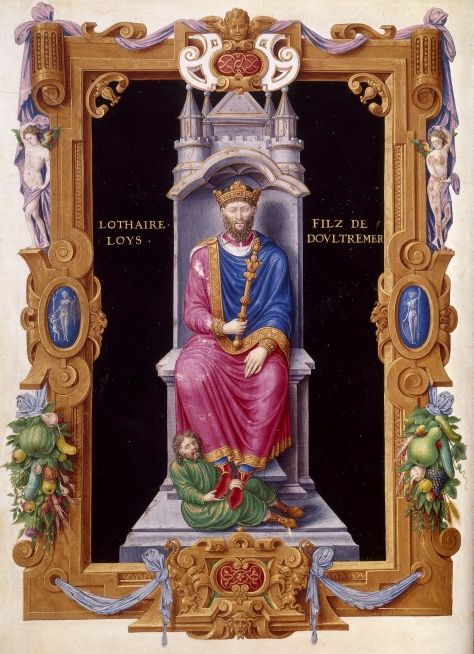
로테르

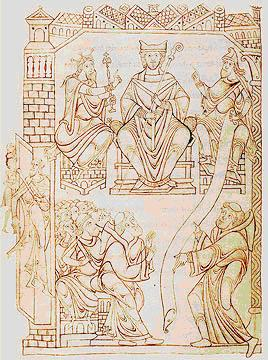
로테르 2세 (왼쪽), 성 미하일 주교(가운데), 노르망디 공작 리처드 2세(오른쪽)

로테르 2세는 서프랑크의 왕 루이 4세와 독일 국왕 하인리히 1세의 딸인 게르베르가의 아들로 태어났다. 동생은 로렌의 샤를이다. 어머니 게르베르가는 독일의 군주 새사냥꾼왕 하인리히 1세의 딸로, 로테르의 증조부 샤를르 르 쇼브의 외손자 로렌 공작 기셀베르트의 부인이었으나, 기셀베르트 사후 정략결혼 목적으로 새사냥꾼왕 하인리히 1세는 그를 루이 4세에게 시집보냈다. 하인리히 1세가 로렌을 정복하면서 로렌의 통치자인 기셀베르트를 회유할 목적이었다.

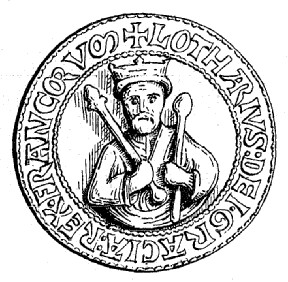
로테르 시대의 데나리온 동전 1종의 스케치본

루이 4세의 맏아들인 로테르는 954년 9월 10일 아버지 루이 4세에 의해 공동 통치자이자 국왕으로 선포되었다. 그해 11월 아버지 루이 4세가 말을 타다가 랭스에서 낙마 사고로 갑자기 죽은 뒤, 그해 11월 랭스의 생 레미 바실리카에서 13살의 나이로 왕위에 올랐으나 960년까지 파리 백작 공작 위그의 섭정으로 보호를 받았다. 귀족들은 대 위그를 왕으로 추대하려 하였으나 어머니 게르베르가의 민첩한 움직임으로 왕위를 승계할 수 있었다. 그러나 로테르는 아버지의 정적인 대 위그의 영향력을 달가워하지 않았고 독일과 프랑스를 오가던 외삼촌 브루노 등과 비밀리에 연락했다. 아버지 루이 4세가 죽자 로테르는 어머니 게르베르가가 독일의 친정에 급히 연락하였고, 서프랑크의 귀족들이 국왕을 선출하기 전에 외삼촌인 오토 1세, 쾰른의 대주교 브루노, 이모이자 대 위그의 부인인 작센의 헤드비가의 개입하에 그해 11월 12일 랭스 대성당에서 왕으로 즉위했다.
대 위그를 지지하던 서프랑크의 귀족들은 그의 정적이나 다를바 없었고, 베르망두아의 백작 아달베르트 1세 역시 로테르를 위협하는 적이었다. 로테르는 즉위 직후 독일의 외삼촌 쾰른 대주교 브루노 3세에게 도움을 청했다. 브루노 3세 대주교는 그해 11월 12일 로테르가 즉위할 때부터 962년까지 그의 후견인을 맡았다.

### 즉위 초반
아버지의 정적인 대 위그는 그의 이모부가 되기도 했다. 그는 대 위그의 가신이었던 부르고뉴 공작 오토 하인리히와 아키텐 공작 윌리엄 3세의 공작직위와 공작령 박탈을 추진했으나 실패했다. 955년 아키텐 공작 윌리엄 3세의 아키텐 공작직 박탈을 놓고 대 위그와 갈등했으나 결론이 나지 않았다. 한편 로타르는 자신의 동생 로렌의 샤를에게 아무런 직위도 부여하지 않은 채 농장에서 살게 했다.
955년 위그와 로테르는 푸아티에를 손에 넣었으나 위그는 곧 죽었고, 그는 카를 마르텔을 기념하여 푸아티에를 성역화하였다. 그뒤 로테르는 위그의 아들 위그 카페와 동생 오토-앙리의 사이를 중재했다. 위그 형제의 갈등으로 왕실의 권위를 회복하려고 노력하는 한편 그는 자신의 후견인으로 독일에 있던 외삼촌 브루노를 서프랑크로 초빙했다. 956년부터 로테르는 외삼촌이자 오토 1세의 형제인 쾰른 대주교 브루노의 보호아래 있었다. 한편 또다른 외삼촌 오토 1세는 로테르와 대 위그를 적당히 균형, 조절하여 서프랑크 왕국을 견제하는 정책을 펼쳤다. 그는 대 위그 및 그의 지지자들, 그리고 오랫동안 자신의 가문에 앙심을 품어온 헤르베르티언 왕가를 견제할 목적으로 외삼촌 브루노 대주교를 프랑스에 머무르게 하고 싶어하였다. 당시 파리백작이던 대 위그는 프랑크 공작이라는 직책으로 국정에 개입했고, 로테르는 대주교이자 가톨릭 사제였던 외삼촌 브루노 대주교에게도 특별히 프랑크 공작(duc des Francs)이라는 작위를 부여하였다.
965년 10월 11일 후견인이자 보호자인 외삼촌 쾰른 대주교 브루노가 랭스 대성당에서 죽고, 969년 5월 5일 어머니 게르베르가가 사망하자 그는 독일을 침공할 계획을 수립한다. 973년 또다른 외삼촌인 오토 1세가 죽자 로테르는 오토와의 정치, 군사 동맹 계획을 파기하고 독일 진출을 계획한다. 이는 로테르의 선왕인 루이 4세와 샤를 3세 생쁠의 동방 진출 정책의 계승을 선언하면서 보다 구체화되었다. 한편 그는 아들 루이 5세를 969년 아키텐 백작 미망인인 아키텐의 윌렘 3세의 딸 아키텐의 아들라이데와 결혼시키고, 아키텐의 왕이라는 작위를 부여하였다.

### 독일과의 전쟁

로트링겐의 영토
(연두색과 황토색 영역이 928년 이전까지의 로트링겐의 영토, 연두색은 977년 이후의 상 로렌, 황토색은 959년 이후의 하 로렌지역이다. 로렌은 928년 서프랑크의 로테르를 견제하기 위해 신성 로마 제국의 오토 2세가 양분하였다.)

962년부터 로테르는 플랑드르 지방을 복속하려고 시도하였으나 실패하였고 동 프랑크 왕국으로 넘어간 로타링기아를 다시 복속하려고 몇 차례 시도하였다. 965년 플랑드르의 백작이던 아르눌프 1세는 아들 보두앵이 일찍 죽었으므로, 손자를 보호해주는 조건으로 자신의 영지를 로테르에게 양도하였다. 그러나 플랑드르의 아르눌프 1세의 손자 아르눌프 2세는 로테르의 종주권을 인정하지 않고 반항하였다. 로테르의 보호자 브루노가 죽자 로테르는 독일과 대항하였고 978년 위그 카페와 함께 독일을 침공했다. 바로 뫼즈강에서 오토를 패퇴시키고 아헨에서 기습적으로 공격을 감행하여 오토 2세를 거의 붙잡을 뻔하였다. 오토는 이에 대한 보복으로 프랑스를 공격하여 거의 파리까지 진격하였고 도중에 수아송, 랭스 등을 유린했다. 그러나 위그 카페등 강력한 귀족들이 로테르의 편을 들었기 때문에 결국 퇴각하고 980년 7월 오토와 로테르는 평화조약을 맺었다.

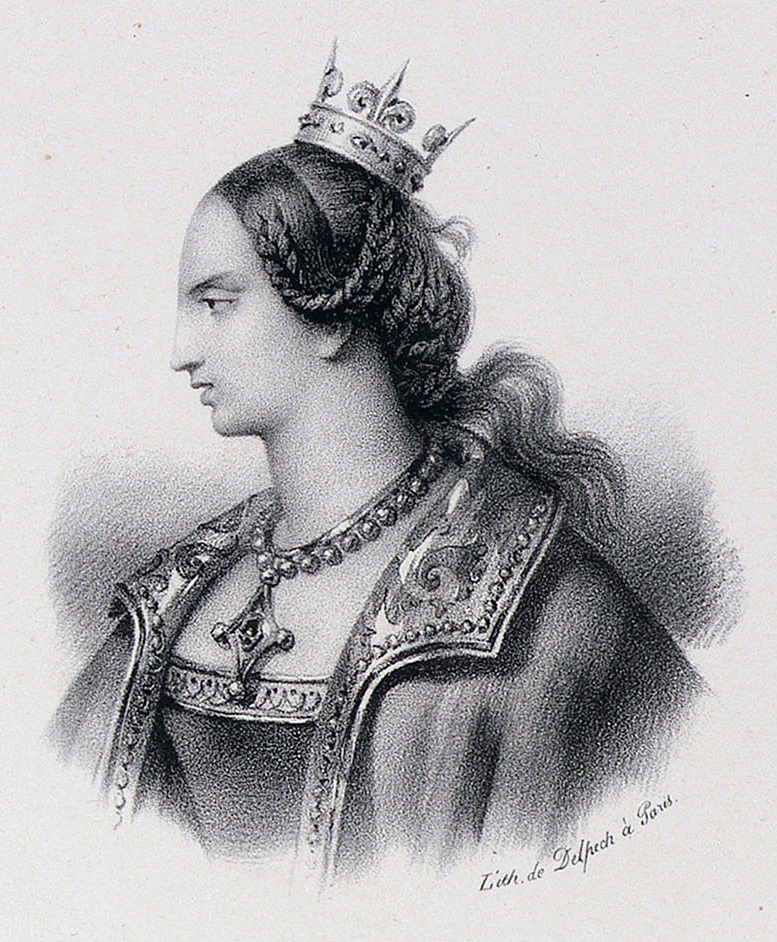
왕비 이탈리아의 엠므

977년 로테르는 자신의 아내 이탈리아의 엠마와 라온의 대주교 아달베론(Adalberon)이 간통했다고 주장, 생 메르크(Sainte-Macre)의 법정에 회부한다. 그러나 법정에서는 증거 부족을 이유로 무죄 판결을 내린다.
978년 그는 아헨을 회복할 것을 선언하고 바로 군사를 이끌고 아헨으로 진격했다. 오토 2세는 임신중이던 아내 테오파노와 함께 황급히 쾰른으로 도주했다. 로테르는 오토를 찾았으나 찾지 못했고, 아헨 점령을 확인했으나 통치를 위해 다시 자기 영토인 서프랑크로 돌아와야 했다. 퇴각하기 전 로테르는 아헨의 제국 궁전을 약탈, 파괴하였다. 후에 외사촌 오토 2세는 그의 동생 하로트링겐 공작 샤를과 로테르의 갈등을 유도하여 혼란을 부추겼으나 실패했다. 이탈리아의 왕 로타르 3세와 아델라이드의 딸 엠므와 결혼하여 아들 루이 5세를 얻었다. 한편 오토 2세는 서프랑크의 영토를 쪼개어 로테르의 동생 샤를 또는 로테르의 서자 아르눌프를 분리한 부분의 왕으로 임명하려는 시도를 벌였으나 실패했다. 로테르는 979년 6월 8일 만일의 사태를 대비하여 자신의 아들인 루이 5세를 축성하고 공동 통치자로 선언하였다. 오토는 978년 10월 파리를 침공했고, 로테르는 도피했다. 바로 오토는 그의 동생 샤를을 프랑크의 왕으로 선언하였다. 그러나 그해 11월 30일 위그 카페의 군사력에 의지해 복위할 수 있었다.
오토 2세는 로렌을 둘로 나누어 북쪽의 하 로렌의 공작으로 그의 동생 샤를을 임명한다. 983년 12월 7일 오토 2세가 죽고 어린 오토 3세가 바이에른의 공작 하인리히에게 납치되었다가 독일왕으로 즉위하자, 로테르는 이를 기회삼아 독일을 침공, 984년 베르덩을 확보하였다. 그러나 베르덩 공작 고드프리와 상 로렌의 공작 디트리히 1세는 오토 3세를 지지했고, 그는 베르덩을 다시 반환해야 했다. 그러나 985년 3월 다시 베르덩을 침공하고 고드프리와 디트리히를 사로잡는다. 그는 동부 로렌의 일부 지역을 확보하는 군사작전을 펼치던 중 병을 얻게 된다.

### 생애 후반

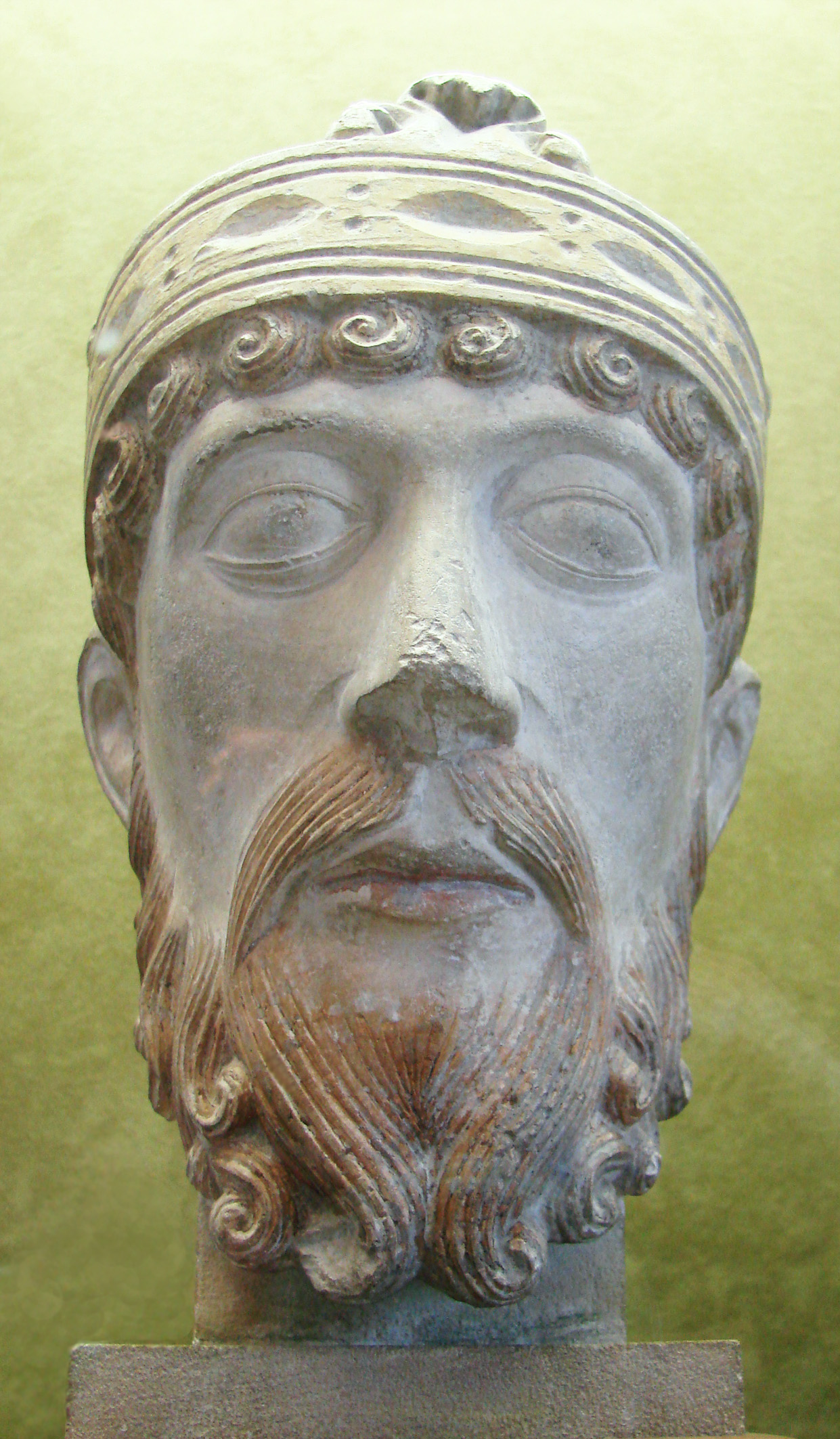
생 레미 바실리카에 있는 로테르의 흉상 일부

984년 다시 독일을 공략, 어린 오토 3세를 사로잡았으나, 오토 3세는 테오파노 황후와 마인츠의 성 빌리지스(Willigis) 대주교에 의해 기적적으로 구출되었다. 985년에는 코르도바의 칼리프 알-만수르에게도 도움을 요청하였다. 같은 해 베르덩에서 위그 카페의 측근인 몽 백작이자 안트워프 후작 프리드리히의 기습공격을 당하기도 했다. 986년 초 랭스 대주교와 리에 대주교의 도움을 얻어 캉브레를 진격하여 획득하였다.
977년 로테르의 동생인 하로렌 공작 샤를은 왕비 엠므가 라온의 주교 아스셀린(Ascelin)과 간통했다며 고소하였다. 생 마스레의 종교 회의에 회부된 왕비 엠므는 무죄를 주장했고, 재판 결과 랭스 대주교 아달베롱은 왕비 엠므의 무죄를 선언했다. 즉시 하로렌 공작 샤를은 독일로 도주하였다.
978년 6월 로테르는 아들 루이 5세를 왕국의 공동 국왕으로 선포하였다. 공동 국왕으로 지명하여 자신이 죽었을 때, 무리없이 단독 국왕으로써 통치하게 하려는 생각이었다. 한편 로테르는 로트링겐(로렌)을 다시 회복하는 것과 동시에 독일로의 진출을 계획하던 중 과로로 병을 얻었다. 오토 2세가 죽자 그는 오토 3세의 후견인 중 한사람으로 지명되기도 했다. 그러나 로테르는 로트링겐 회복의 꿈을 버리지 못했다. 986년 2월경부터 병을 얻어 병석에 누웠다. 986년 3월 2일에 로테르는 라온에서 갑자기 죽었고 왕위는 아들 루이에게 돌아갔다. 그의 왕비인 엠므는 로테르가 라온의 주교 아스셀린에 의해 독살당했다고 주장하기도 했다.

### 사후
987년 아들 무위왕 루이 5세는 후사없이 사망했고, 둘째 아들 외드는 986년에 사망했으며, 셋째 아들 리샤르는 991년에 사망했다. 넷째 아들 혹은 서자인 랭스의 아르눌프는 위그 카페에 의해 강제로 머리깎여서 랭스 성당의 부제가 되었다. 이로써 그의 직계는 단절되었다. 로테르의 시신은 생 레미 대성당에 안치되었다.

## 가계
- 할아버지 : 샤를 3세
- 부왕 : 루이 4세(Louis IV)
- 모후 : 잉글랜드의 에드지푸, 에드워드 대왕의 딸
- 모후 : 작센의 게르베르가
  - 동생 : 로렌의 샤를
- 왕후 : 이탈리아의 엠므(948년 ~ 988년?)
  - 아들 : 루이 5세(Louis V, 967년~987년 5월 27일)
  - 아들 : 외드(Eudes, 랭스의 주교, 970년~986년 11월 13일 사망)
  - 아들 : 오토(Otto, 986년 11월 13일 사망)
- 후궁 : 이름 미상
  - 서자 : 랭스의 아르눌프(Arnulf de Reims, 967년 - 1021년 3월 5일, 랭스 대주교)
  - 서자 : 리샤르(Richard, 991년 사망)
- 외조부 : 하인리히 1세
- 외조모 : 마틸다 폰 링겔하임 (성녀 마틸다)
  - 외삼촌 : 오토 1세
  - 외삼촌 : 브루노 주교
  - 외삼촌 : 바이에른 공 하인리히 1세

## 기타
그의 장모인 성 아델하이트는 외삼촌이기도 했던 신성 로마 제국 황제 오토 1세의 계비가 되었다. 그의 왕비 엠므는 이탈리아의 로타르 3세와 아델하이트의 딸이었고, 아델하이트는 그 자신을 괴롭히는 이탈리아의 베렌가리오 2세, 아달베르토 2세를 피해 오토에게 몸을 의탁했다가, 오토가 베렌가리오 2세 부자를 격퇴한 뒤 그와 재혼하였다. 오토 2세는 오토 1세와 아델하이트에게서 태어난 아들로, 그의 외사촌 형제인 동시에 왕비 엠므의 의붓남동생이 된다.

## 같이 보기
- 로트링겐
- 로렌 전쟁
- 플랑드르 전쟁
- 오토 2세

| 전임 루이 4세 | 서프랑크의 왕 954년 - 986년 | 후임 루이 5세 |